# Västra Frölunda IF
El Västra Frölunda IF o Västra Frölunda Idrottsförening (en català Västra Frölunda Associació Esportiva) és un club de futbol suec de la ciutat de Göteborg.
Va ser fundat el 2 de gener de 1930 i ha disputat 10 temporades a la primera divisió sueca. La temporada 2024 juga en la quarta categoria del futbol suec. És afiliat a la Göteborgs Fotbollförbund.
El 20 de desembre de 2023 es va anunciar un acord d'afiliació amb el club IFK Göteborg. L'acord permetria a l'IFK Göteborg cedir jugadors sub-23 al Västra Frölunda IF a canvi de compartir coneixements i tenir un entrenador en cap pagat per l'IFK Göteborg.

## Palmarès
- Division 1 Södra:
  - 1997
- Division 1 Västra:
  - 1991